# 米那
嘉路米耶（葡萄牙語：José Carlos da Maia，1878年3月16日—1921年10月19日），是葡萄牙海軍的一名軍官和著名的共和國政治家。

## 簡歷
嘉路米耶除了其他職務外，他於1911年1月至3月擔任共和國制憲會議和眾議院議員、第105任澳門總督、里斯本市議會行政委員會主席，並於1918年擔任三個半月的海軍部長。1919年3月11日被任命為阿維斯聖本篤會軍事教團司令。
他是共濟會的一員，於1907年在「Loja Solidariedade」成立。
嘉路米耶在1921年10月19日的血腥之夜被謀殺後，被從積極的政治活動中除名。
2010年，葡萄牙廣播電視公司製作的迷你影集《血腥之夜》，描述了1921年10月19日晚上發生的事件，即米那被謀殺以及他的遺孀貝爾塔·米那（Berta Maia）隨後努力尋找犯罪背後的責任人。

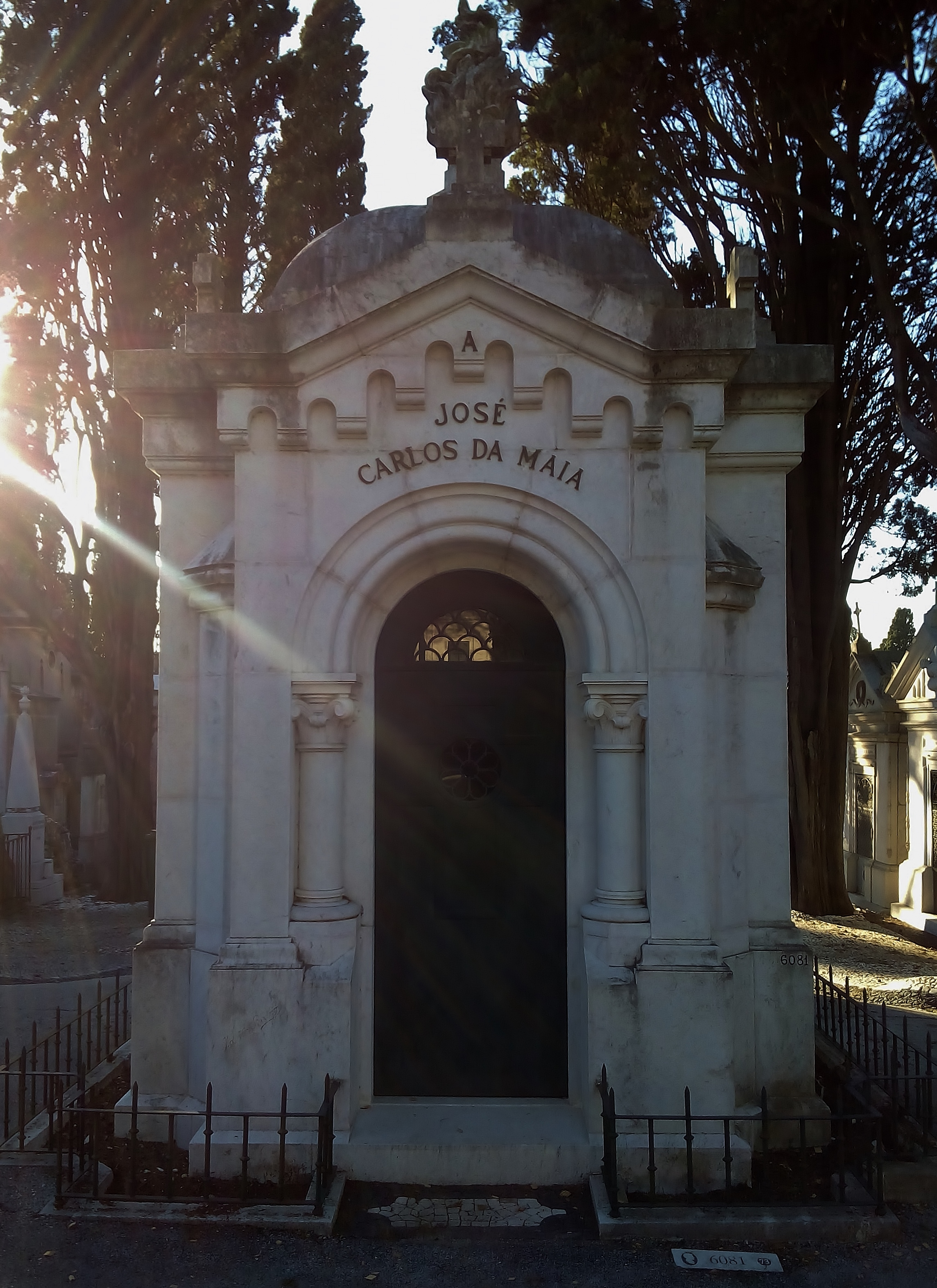
米那墓，建於1924年，葬於普拉澤雷斯公墓，與他的妻子貝爾塔也長眠於此。

1927年11月11日，他被追授為古代高貴的塔劍大十字勳章，具有英勇、忠誠和功績。